# 塔前镇 (乐平市)
塔前镇，是中华人民共和国江西省景德镇市乐平市下辖的一个乡镇级行政单位。

## 行政区划
塔前镇下辖以下地区：
塔前社区、下徐村、万山村、老山下村、岩前村、瀛里村、花门楼村、太安村、新屋场村、马家村、塔杨村、桃林村、彭家村、新园村、上徐村、兰桥村、同心桥村和国营科山分场生活区。

## 中国传统村落
2013年8月，上徐村、下徐村被评为第二批中国传统村落。